# やめるときも、すこやかなるときも
『やめるときも、すこやかなるときも』は、窪美澄による日本の小説。2017年3月24日に集英社から刊行された。なお、2019年11月20日に文庫化された。
大切な人の死をどうしても忘れることができず、毎年12月のある時期になると1週間ほど声が出なくなる「記念日現象」が起こる青年と、父親の会社が倒産してからずっと家計を支えてきてこの状況から逃れたいと思う女性が互いに自分のために恋をすることで「一生添い遂げる」ことへの意味を問う物語。
2020年1月21日から3月24日まで日本テレビ系でテレビドラマ化された。

## 登場人物
須藤壱晴（すどう いちはる）
家具職人。
大切な人を失ったことがきっかけで、12月のある時期になると声が出なくなる「記念日現象」が起こる。
本橋桜子（もとはし さくらこ）
広告会社に勤めるOL。
父親の会社が倒産したことにより一家の家計を支えることになる。
柳葉優太
小料理屋の主人。
かつては壱晴と同じところで家具職人をしていた。
佐藤哲
家具職人で壱晴の師匠。

## 書評
細谷正充（文芸評論家）
壱晴と桜子の恋愛は一見すると、それぞれの欠けた部分を補おうとしているかのようである。恋愛というものは決して規格品ではないし、当てはまらないことも当然起きる。そんな中でじっくりと相手の話に耳を傾けることでぶつかることもあろうかと思うが、更に経験を積んでいくことにより2人の結びつきというものをより一層強くさせている。
三角みづ紀（詩人）
不器用で露骨な思いを抱く壱晴と桜子が出逢うことにより、距離を縮めながら互いに対峙しようとする姿に心が不安定になりそうだが、読者はそんな2人の姿を見て「人はひとりでは生きていけない」と思いを日々巡らしていくのだろう。

## 書誌情報
- 単行本：2017年03月24日発売、集英社、ISBN 978-4-08-771052-6
- 文庫本：2019年11月20日発売、集英社文庫、ISBN 978-4-08-744044-7

## テレビドラマ
2020年1月21日から3月24日まで日本テレビ系「シンドラ」で火曜 0時59分 - 1時29分（月曜深夜）に放送。主演は藤ヶ谷太輔。
なお、シンドラ枠としては初めてGEM（香港、タイ、インドネシア、フィリピン、シンガポール、ミャンマー、モルディブ）8ヵ国と地域で、海外版タイトル「Us Forever」として日本と同時期に放送予定。さらに、台湾の映像配信サービス「台湾KKTV」、friDAY VIDEOにおける配信、および北米で展開されている衛星放送サービス「DirecTV」での放送が決定している。

### キャスト
- 須藤壱晴 - 藤ヶ谷太輔
- 本橋桜子 - 奈緒[6]
- 柳葉優太 - 五関晃一（A.B.C-Z）[8]
- 水沢彩芽 - 金澤美穂
- 朝倉桃子 - 浅見姫香
- 大島真織 - 中井友望
- 大島勲 - 阪田マサノブ
- 本橋勝己 - 遠山俊也
- 須藤喜美代 - 阿部朋子
- 本橋幸枝 - 手塚理美
- 佐藤哲 - 火野正平[8]

### スタッフ
- 原作 - 窪美澄 『やめるときも、すこやかなるときも』（集英社文庫 / 集英社刊）
- 脚本 - 桑村さや香
- 演出 - 小室直子
- 音楽 - 赤い靴
- 主題歌 - Kis-My-Ft2 「memento」（avex trax）[7]
- 編成企画 - 田中宏史、川口信洋
- チーフプロデューサー - 福士睦
- 企画プロデューサー - 長松谷太郎
- プロデューサー - 能勢荘志、髙橋淳之介、松山雅則
- 制作 - トータルメディアコミュニケーション
- 製作著作 - 日本テレビ、ジェイ・ストーム

### 放送日程
| 話数   | 放送日  |
| ------ | ------- |
| 第1話  | 1月21日 |
| 第2話  | 1月28日 |
| 第3話  | 2月4日  |
| 第4話  | 2月11日 |
| 第5話  | 2月18日 |
| 第6話  | 2月25日 |
| 第7話  | 3月3日  |
| 第8話  | 3月10日 |
| 第9話  | 3月17日 |
| 第10話 | 3月24日 |

### ネット局
| 放送期間                | 放送時間                                                                 | 放送局         | 対象地域       | 備考   |
| ----------------------- | ------------------------------------------------------------------------ | -------------- | -------------- | ------ |
| 2020年1月21日 - 3月24日 | 火曜 0:59 - 1:29（月曜深夜）                                             | 日本テレビ     | 関東広域圏     | 製作局 |
|                         |                                                                          | 山梨放送       | 山梨県         |        |
|                         |                                                                          | ミヤギテレビ   | 宮城県         |        |
| 2020年1月30日 -         | 木曜 2:08 - 2:38（水曜深夜）                                             | 中京テレビ     | 中京広域圏     |        |
| 2020年1月31日 -         | 金曜 1:59 - 2:29（木曜深夜）                                             | 札幌テレビ     | 北海道         |        |
|                         | 金曜 2:04 - 2:34（木曜深夜）                                             | 静岡第一テレビ | 静岡県         |        |
| 2020年2月9日 -          | 日曜 1:25 - 1:55（土曜深夜）                                             | 青森放送       | 青森県         |        |
| 2020年2月10日 -         | 月曜 2:25 - 2:55（日曜深夜） （第2話以降：月曜 2:39 - 3:09（日曜深夜）） | 読売テレビ     | 近畿広域圏     |        |
| 2020年2月24日 -         | 月曜 1:55 - 2:25（日曜深夜） （第2話以降：月曜 1:25 - 1:55（日曜深夜）） | 福岡放送       | 福岡県         |        |
| 2020年4月8日 -          | 水曜 2:05 - 2:35（火曜深夜）                                             | 日本海テレビ   | 鳥取県・島根県 |        |
| 2020年5月3日 -          | 日曜 1:25 - 1:55（土曜深夜）                                             | 高知放送       | 高知県         |        |
| 2020年5月11日 -         | 月曜 - 金曜 16:20 - 16:50                                                | 福井放送       | 福井県         |        |
| 2020年6月17日 - 8月19日 | 水曜 0:59 - 1:29（火曜深夜）                                             | テレビ新潟     | 新潟県         |        |

| 日本テレビ系 シンドラ                      | 日本テレビ系 シンドラ                                        | 日本テレビ系 シンドラ                                  |
| 前番組                                     | 番組名                                                       | 次番組                                                 |
| ------------------------------------------ | ------------------------------------------------------------ | ------------------------------------------------------ |
| ブラック校則 （2019年10月15日 - 11月26日） | やめるときも、すこやかなるときも （2020年1月21日 - 3月24日） | 正しいロックバンドの作り方 （2020年4月21日 - 6月23日） |